# 1739
Il 1739 (MDCCXXXIX in numeri romani) è un anno  del XVIII secolo.

## Eventi
- 23 ottobre – Il primo ministro britannico sir Robert Walpole dichiara guerra alla Spagna: scoppia la Guerra dell'orecchio di Jenkins.

## Nati

### Gennaio
- 4 gennaio - Giovanni Bellavite, scultore italiano († 1821)
- 5 gennaio - Karl von Zinzendorf, politico austriaco († 1813)
- 17 gennaio - Johann Christian Daniel von Schreber, entomologo e naturalista tedesco († 1810)
- 19 gennaio - Joseph Bonomi il Vecchio, architetto italiano († 1808)
- 24 gennaio - Jean Nicolas Houchard, generale francese († 1793)
- 26 gennaio - Charles François Dumouriez, generale francese († 1823)
- 26 gennaio - George Spencer, IV duca di Marlborough, nobile, politico e militare inglese († 1817)
- 27 gennaio - Jean-Chrysostome de Villaret, vescovo cattolico francese († 1824)
- 31 gennaio - Alessio Tulli, patriota e storico italiano († 1799)

### Febbraio
- 13 febbraio - Charles Erskine of Kellie, cardinale italiano († 1811)
- 15 febbraio - Alexandre-Théodore Brongniart, architetto francese († 1813)
- 15 febbraio - Charles-Henri Sanson, boia francese († 1806)
- 19 febbraio - Giovanni Battista Dall'Olio, musicologo, liutaio e organista italiano († 1823)
- 23 febbraio - Peter Adolf Hall, pittore svedese († 1793)
- 25 febbraio - Johann Rudolf Meyer, imprenditore svizzero († 1813)

### Marzo
- 2 marzo - Domenico Spinucci, cardinale e arcivescovo cattolico italiano († 1823)
- 6 marzo - Jean-François Heurtier, architetto francese († 1822)
- 7 marzo - John Howard, XV conte di Suffolk, nobile e militare britannico († 1820)
- 12 marzo - Josefa de los Dolores Peña y Lillo Barbosa, religiosa e scrittrice cilena († 1823)
- 16 marzo - George Clymer, politico statunitense († 1813)
- 19 marzo - Charles-François Lebrun, politico francese († 1824)
- 20 marzo - Maria Giuseppa di Baviera († 1767)
- 24 marzo - Christian Friedrich Daniel Schubart, poeta, scrittore e compositore tedesco († 1791)
- 25 marzo - Edoardo Augusto di Hannover, principe inglese († 1767)
- 29 marzo - Giovanni Battista Pasinato, religioso, fisico e botanico italiano († 1800)
- 30 marzo - Dominik Andreas von Kaunitz-Rietberg-Questenberg, diplomatico e politico austriaco († 1812)

### Aprile
- 2 aprile - Camillo Marcolini-Ferretti, nobile italiano († 1814)
- 5 aprile - Philemon Dickinson, politico e generale statunitense († 1809)
- 7 aprile - Mattia Stabingher, compositore e flautista italiano († 1815)
- 9 aprile - Bernardino da Ucria, botanico italiano († 1796)
- 9 aprile - Bernardino Marin, vescovo cattolico italiano († 1817)
- 10 aprile - Domenico Cirillo, patologo, entomologo e botanico italiano († 1799)
- 15 aprile - Antonio Brianti, architetto italiano († 1787)
- 20 aprile - William Bartram, naturalista, botanico e esploratore statunitense († 1823)
- 20 aprile - Friedrich von Hotze, generale svizzero († 1799)
- 24 aprile - Lodovico Bolognini, architetto italiano († 1816)
- 25 aprile - Jacopo Riguccio Galluzzi, storico italiano († 1801)

### Maggio
- 1º maggio - Filippo Campanelli, cardinale italiano († 1795)
- 1º maggio - Carlo Luigi Costantini, politico italiano († 1799)
- 8 maggio - Jean-Michel Venture de Paradis, orientalista francese († 1799)
- 10 maggio - John Thomas Troy, arcivescovo cattolico irlandese († 1823)
- 12 maggio - Jan Křtitel Vaňhal, compositore ceco († 1813)
- 14 maggio - Paine Wingate, politico statunitense († 1838)
- 16 maggio - Henry Howard, XII conte di Suffolk, nobile e politico inglese († 1779)
- 20 maggio - Girolamo Luigi Durazzo, politico italiano († 1809)
- 27 maggio - François Ignace Ervoil d'Oyré, generale francese († 1799)

### Giugno
- 4 giugno - Johann Beckmann, scienziato e docente tedesco († 1811)
- 13 giugno - Arthur Chichester, I marchese di Donegall, politico irlandese († 1799)
- 15 giugno - Pietro Moscati, medico, anatomista e politico italiano († 1824)
- 16 giugno - Annibale de Leo, arcivescovo cattolico italiano († 1814)
- 17 giugno - Ermenegildo Pini, matematico, naturalista e architetto italiano († 1825)
- 19 giugno - Giuseppe Maria Terreni, pittore italiano († 1811)
- 19 giugno - Helfrich Bernhard Wenck, educatore e storico tedesco († 1803)
- 24 giugno - Gabriel de Avilés, ufficiale spagnolo († 1810)

### Luglio
- 6 luglio - Georges Jacob, ebanista francese († 1814)
- 6 luglio - Carlo Giuseppe Pistone, vescovo cattolico italiano († 1795)
- 23 luglio - Liborio Coccetti, pittore italiano († 1816)
- 25 luglio - Jacopo Durandi, giurista, drammaturgo e storico italiano († 1817)
- 25 luglio - Erik Prosperin, astronomo, matematico e fisico svedese († 1803)
- 26 luglio - George Clinton, militare e politico statunitense († 1812)

### Agosto
- 2 agosto - Pietro Nizzati di Boyon, avvocato italiano († 1817)
- 6 agosto - Marc-Théodore Bourrit, scrittore e alpinista svizzero († 1819)
- 8 agosto - Sante Cattaneo, pittore italiano († 1819)
- 9 agosto - Lorenzo Pignotti, poeta e storico italiano († 1812)
- 9 agosto - Leopold Lorenz von Strassoldo, militare italiano († 1809)
- 10 agosto - Peder Aadnes, pittore norvegese († 1792)
- 13 agosto - Elizaveta Romanovna Voroncova, nobildonna russa († 1792)
- 18 agosto - Cornelis de Pauw, filosofo e geografo olandese († 1799)
- 20 agosto - Ludwig Cavriani, funzionario austriaco († 1799)
- 21 agosto - Mariano Salvador Maella, pittore spagnolo († 1819)
- 27 agosto - Giambattista Guatteri, botanico italiano († 1793)
- 28 agosto - Agostino Accorimboni, compositore italiano († 1818)
- 28 agosto - Giuseppe Zola, teologo, storico e bibliotecario italiano († 1806)
- 30 agosto - George Mathews, politico, generale e agente segreto statunitense († 1812)
- 31 agosto - Johann Augustus Eberhard, teologo e filosofo tedesco († 1809)

### Settembre
- 2 settembre - Simone Cantoni, architetto svizzero († 1818)
- 5 settembre - Vincenzo Greco, vescovo cattolico italiano († 1806)
- 8 settembre - Giambattista Verci, scrittore e storico italiano († 1795)
- 9 settembre - Gioacchino Maria Adami, politico italiano († 1815)
- 9 settembre - Donnino Ferrari, architetto italiano († 1817)
- 15 settembre - Juan de Villanueva, architetto spagnolo († 1811)
- 17 settembre - Giovanni Francesco Fromond, fisico italiano († 1785)
- 17 settembre - John Rutledge, politico statunitense († 1800)
- 20 settembre - Dar'ja Petrovna Černyšëva, nobildonna russa († 1802)
- 20 settembre - Nicolas de Launay, incisore francese († 1792)
- 21 settembre - Maria Dorotea di Braganza, principessa portoghese († 1771)
- 24 settembre - Grigorij Aleksandrovič Potëmkin, militare e politico russo († 1791)
- 27 settembre - Francis Russell, marchese di Tavistock, politico britannico († 1767)
- 27 settembre - Robert Stewart, I marchese di Londonderry, politico irlandese († 1821)
- 28 settembre - Clemente Venceslao di Sassonia, arcivescovo cattolico tedesco († 1812)

### Ottobre
- 7 ottobre - Luigi Angeli, medico e scrittore italiano († 1829)
- 14 ottobre - Giuseppe Gori, scultore italiano († 1815)
- 15 ottobre - Wenzel Joseph von Colloredo, generale austriaco († 1822)
- 15 ottobre - Antonio Maria Jaci, presbitero, matematico e astronomo italiano († 1815)
- 17 ottobre - Anne-Pierre de Montesquiou-Fézensac, generale e politico francese († 1798)
- 18 ottobre - Johann Ludwig Christ, naturalista e entomologo tedesco († 1813)
- 24 ottobre - Anna Amalia di Brunswick-Wolfenbüttel, nobile tedesca († 1807)
- 26 ottobre - Jean de Noailles, nobile e scienziato francese († 1824)
- 28 ottobre - Maximilian Prokop von Toerring-Jettenbach, vescovo cattolico tedesco († 1789)
- 30 ottobre - Alphonse-Hubert de Latier de Bayane, cardinale francese († 1818)
- 31 ottobre - James Craig, architetto e urbanista scozzese († 1795)

### Novembre
- 2 novembre - Carl Ditters von Dittersdorf, compositore e violinista austriaco († 1799)
- 5 novembre - Hugh Montgomerie, XII conte di Eglinton, nobile, politico e compositore scozzese († 1819)
- 8 novembre - Antoine Bruni d'Entrecasteaux, ammiraglio e esploratore francese († 1793)
- 14 novembre - William Hewson, anatomista britannico († 1774)
- 16 novembre - Marc-Antoine Désaugiers, compositore francese († 1793)
- 19 novembre - François Claude de Bouillé, generale francese († 1800)
- 20 novembre - Jean-François de La Harpe, scrittore, critico letterario e poeta francese († 1803)
- 25 novembre - Giambattista Gherardo d'Arco, economista e letterato italiano († 1791)

### Dicembre
- 7 dicembre - Anna Aleksandrovna Stroganova, nobildonna russa († 1816)
- 7 dicembre - Johann Georg Schlosser, scrittore tedesco († 1799)
- 9 dicembre - Ignaz Ablasser, pittore austriaco († 1799)
- 14 dicembre - Pierre Samuel Dupont de Nemours, economista e scrittore francese († 1817)
- 21 dicembre - Bernardo Fallani, architetto e ingegnere italiano († 1806)
- 28 dicembre - Giovanni Del Turco, matematico italiano († 1800)

### Senza giorno specificato
- James Anderson of Hermiston, economista scozzese († 1808)
- Andrei Grigoryevich Rosenberg, militare russo († 1813)
- Antonia Ibarra Cons, tipografa spagnola († 1805)
- Antonio de Sant'Anna Galvão, religioso e santo brasiliano († 1822)
- Giovanni Battista Bendazzoli, scultore italiano († 1812)
- Giovanni Battista Bima, organaro italiano
- Giacomo Agostino Brusco, ingegnere e cartografo italiano († 1817)
- Antoine Cardon, pittore e incisore belga († 1822)
- Jean Chalgrin, architetto francese († 1811)
- Antonio Concioli, pittore italiano († 1820)
- Suzanne Curchod,  svizzera († 1794)
- David Dale, imprenditore scozzese († 1806)
- Margherita Dalmet,  italiana († 1817)
- Antonio De Boni, architetto italiano († 1811)
- José Manuel de Ezpeleta, ufficiale e politico spagnolo († 1823)
- Domenico Maria Federici, religioso e storico italiano († 1808)
- Joseph Fuos, pastore protestante e scrittore tedesco († 1811)
- Jean-Louis Gouttes, giurista francese († 1794)
- Belsazar Hacquet, medico e scienziato austriaco († 1815)
- Zachary Hickes, esploratore britannico († 1771)
- Kim Man-deok, imprenditrice coreana († 1812)
- Pietro Labruzzi, pittore italiano († 1805)
- Joseph Legros, tenore francese († 1793)
- Antonio Manno, pittore italiano († 1810)
- David Mathews, politico e avvocato statunitense († 1800)
- Hyde Parker, ammiraglio britannico († 1807)
- Roger Payne, editore inglese († 1797)
- Marija Perekusichina, nobile e scrittrice russa († 1824)
- Maurizio Pipino, medico e scrittore italiano († 1788)
- Henrik Gabriel Portham, scrittore e linguista finlandese († 1804)
- Friedrich Wilhelm Rust, compositore, pianista e violinista tedesco († 1796)
- Andrea Saraceno, nobile italiano († 1829)
- Charles Scott, generale e politico statunitense († 1813)
- Carlo Vanvitelli, architetto e ingegnere italiano († 1821)
- Martha White, nobildonna inglese († 1810)
- Petronio Zecchini, anatomista italiano († 1793)
- Twm o'r Nant, poeta e drammaturgo gallese († 1810)

## Morti

### Gennaio
- 4 gennaio - Augusta Luisa di Württemberg-Oels, nobile tedesca (n. 1698)
- 17 gennaio - Giorgio Spinola, cardinale italiano (n. 1667)
- 22 gennaio - Wenzel Ferdinand von Lobkowicz, nobile ceco (n. 1723)

### Febbraio
- 6 febbraio - Baldassarre Cattaneo Della Volta Paleologo, nobiluomo e mecenate italiano (n. 1660)
- 15 febbraio - Eustachio Manfredi, matematico, astronomo e poeta italiano (n. 1674)
- 18 febbraio - Augusto Antonio Zacco, arcivescovo cattolico italiano (n. 1662)

### Marzo
- 1º marzo - Giovanni Francesco Maria Tenderini, vescovo cattolico italiano (n. 1668)
- 1º marzo - Pëtr Pavlovič Šafirov, politico, diplomatico e nobile russo (n. 1669)
- 5 marzo - Giovanni Todone, vescovo cattolico italiano (n. 1662)
- 7 marzo - Anton Maria Maragliano, scultore italiano (n. 1664)
- 18 marzo - Friedrich Wilhelm von Grumbkow, politico e militare prussiano (n. 1678)
- 26 marzo - Cristoforo Palmieri, vescovo cattolico italiano

### Aprile
- 7 aprile - Dick Turpin, criminale inglese (n. 1705)
- 17 aprile - Francesco Saverio Valguarnera, nobile, militare e politico italiano (n. 1689)
- 25 aprile - Santiago de Murcia, chitarrista e compositore spagnolo (n. 1673)
- 27 aprile - Gioacchino Vitagliano, scultore italiano (n. 1669)
- 29 aprile - Giuseppe di Lorena, conte di Harcourt, nobile francese (n. 1679)

### Maggio
- 3 maggio - Maria Anna di Borbone-Francia, nobile francese (n. 1666)
- 9 maggio - George Montagu, I conte di Halifax, politico inglese
- 10 maggio - Cosmas Damian Asam, pittore, architetto e scultore tedesco (n. 1686)
- 13 maggio - Giuseppe Maria Buini, compositore, poeta e organista italiano
- 16 maggio - René-Joseph de Tournemine, teologo, gesuita e filosofo francese (n. 1661)
- 27 maggio - Johann Gottfried Bernhard Bach, organista tedesco (n. 1715)
- 28 maggio - James Anderson, religioso scozzese (n. 1679)

### Giugno
- 9 giugno - Theodorus van der Croon, arcivescovo vetero-cattolico olandese (n. 1668)
- 12 giugno - Giorgio Alberto di Sassonia-Weissenfels-Barby, nobile (n. 1695)
- 13 giugno - Sofia Cristiana Luisa di Brandeburgo-Bayreuth, principessa tedesca (n. 1710)
- 18 giugno - Carlo Federico di Holstein-Gottorp, nobile (n. 1700)
- 20 giugno - Edmond Martène, monaco cristiano, storico e bibliotecario francese (n. 1654)

### Luglio
- 8 luglio - Carlo Colonna, cardinale italiano (n. 1665)
- 16 luglio - Charles François de Cisternay du Fay, chimico francese (n. 1698)
- 20 luglio - Francesco Alborea, violoncellista e compositore italiano (n. 1691)
- 24 luglio - Domenico Antonio Donbattista, presbitero italiano (n. 1671)
- 24 luglio - Benedetto Marcello, compositore, poeta e scrittore italiano (n. 1686)

### Agosto
- 4 agosto - René-François de Beauvau du Rivau, arcivescovo cattolico francese (n. 1664)
- 5 agosto - Federico Bernardo del Palatinato-Birkenfeld-Gelnhausen, nobile tedesco (n. 1697)
- 6 agosto - Michel Blondy, ballerino e coreografo francese (n. 1675)
- 17 agosto - Girolamo Bax, scrittore italiano (n. 1684)
- 18 agosto - Juan Álvaro Cienfuegos Villazón, cardinale e arcivescovo cattolico spagnolo (n. 1657)
- 26 agosto - Pierre Parrocel, pittore e incisore francese (n. 1670)
- 28 agosto - Cristiano di Nassau-Dillenburg, principe tedesco (n. 1688)

### Settembre
- 2 settembre - Giovanni Antonio Pucci, pittore e poeta italiano (n. 1677)
- 4 settembre - George Lillo, scrittore e drammaturgo inglese (n. 1691)
- 12 settembre - Ernesto Luigi d'Assia-Darmstadt, nobile (n. 1667)
- 12 settembre - Reinhard Keiser, musicista e compositore tedesco (n. 1674)
- 19 settembre - Anne Marie Louise de La Tour d'Auvergne, nobile francese (n. 1722)
- 21 settembre - Saliha Sultan,  ottomana

### Ottobre
- 6 ottobre - Françoise Charlotte d'Aubigné, nobile francese (n. 1684)
- 30 ottobre - Angelo d'Acri, presbitero italiano (n. 1669)

### Novembre
- 8 novembre - Vasilij Lukič Dolgorukov, politico, diplomatico e nobile russo (n. 1672)
- 8 novembre - Anselmo Francesco di Thurn und Taxis, principe (n. 1681)
- 15 novembre - Thomas Wentworth, I conte di Strafford, diplomatico britannico (n. 1672)
- 16 novembre - Harry Grey, III conte di Stamford, nobile britannico (n. 1685)
- 17 novembre - Maria Amalia di Brandeburgo, principessa (n. 1670)
- 19 novembre - Ivan Alekseevič Dolgorukov, ufficiale e principe russo (n. 1708)
- 29 novembre - Johann Georg von Künigl, politico, militare e nobile austriaco (n. 1663)

### Dicembre
- 1º dicembre - Bonaventura da Arischia, religioso italiano
- 10 dicembre - Antonio Tarsia, scultore italiano
- 30 dicembre - René Hérault, politico, magistrato e nobile francese (n. 1691)

### Senza giorno specificato
- Emine Sultan, principessa ottomana (n. 1696)
- Benedetto Baldassari, cantante italiano
- Antonio Bioni, compositore e cantante italiano (n. 1698)
- Bonaventura da Lama, religioso, storico e scrittore italiano (n. 1650)
- Cecilia Carboni, nobildonna italiana (n. 1663)
- Giacinto Cattoli, attore teatrale italiano (n. 1680)
- Cesare De Franchi Toso, doge italiano (n. 1666)
- Friedrich Christian Feustking, presbitero, scrittore e librettista tedesco (n. 1678)
- Giacinto Fontana, cantante italiano (n. 1692)
- Francesco Galli da Bibbiena, architetto italiano (n. 1659)
- Orazio Grevenbroeck, pittore italiano (n. 1676)
- Margaretha Haverman, pittrice olandese (n. 1693)
- John Lombe, imprenditore inglese (n. 1693)
- Doricilio Moscatelli, architetto e ingegnere italiano (n. 1660)
- Giovan Battista Nauclerio, architetto e ingegnere italiano (n. 1666)
- Jean Pigeon, fisico francese (n. 1654)
- Jurij Jur'evič Trubeckoj, ufficiale russo (n. 1668)
- Gerolamo Veneroso, doge italiano (n. 1660)
- Mathurin Veyssière de La Croze, scrittore francese (n. 1661)
- Jacob Wittich, filosofo tedesco (n. 1677)
- Jacobus Van Cortland, politico e mercante statunitense (n. 1658)

## Calendario
| Calendario 1739 | Calendario 1739 | Calendario 1739 | Calendario 1739 | Calendario 1739 | Calendario 1739 | Calendario 1739 | Calendario 1739 | Calendario 1739 | Calendario 1739 | Calendario 1739 | Calendario 1739 | Calendario 1739 | Calendario 1739 | Calendario 1739 | Calendario 1739 | Calendario 1739 | Calendario 1739 | Calendario 1739 | Calendario 1739 | Calendario 1739 | Calendario 1739 | Calendario 1739 | Calendario 1739 | Calendario 1739 | Calendario 1739 | Calendario 1739 | Calendario 1739 | Calendario 1739 | Calendario 1739 | Calendario 1739 | Calendario 1739 | Calendario 1739 |
| --------------- | --------------- | --------------- | --------------- | --------------- | --------------- | --------------- | --------------- | --------------- | --------------- | --------------- | --------------- | --------------- | --------------- | --------------- | --------------- | --------------- | --------------- | --------------- | --------------- | --------------- | --------------- | --------------- | --------------- | --------------- | --------------- | --------------- | --------------- | --------------- | --------------- | --------------- | --------------- | --------------- |
|                 | 1               | 2               | 3               | 4               | 5               | 6               | 7               | 8               | 9               | 10              | 11              | 12              | 13              | 14              | 15              | 16              | 17              | 18              | 19              | 20              | 21              | 22              | 23              | 24              | 25              | 26              | 27              | 28              | 29              | 30              | 31              |                 |
| Gennaio         | Gi              | Ve              | Sa              | Do              | Lu              | Ma              | Me              | Gi              | Ve              | Sa              | Do              | Lu              | Ma              | Me              | Gi              | Ve              | Sa              | Do              | Lu              | Ma              | Me              | Gi              | Ve              | Sa              | Do              | Lu              | Ma              | Me              | Gi              | Ve              | Sa              |                 |
| Febbraio        | Do              | Lu              | Ma              | Me              | Gi              | Ve              | Sa              | Do              | Lu              | Ma              | Me              | Gi              | Ve              | Sa              | Do              | Lu              | Ma              | Me              | Gi              | Ve              | Sa              | Do              | Lu              | Ma              | Me              | Gi              | Ve              | Sa              |                 |                 |                 |                 |
| Marzo           | Do              | Lu              | Ma              | Me              | Gi              | Ve              | Sa              | Do              | Lu              | Ma              | Me              | Gi              | Ve              | Sa              | Do              | Lu              | Ma              | Me              | Gi              | Ve              | Sa              | Do              | Lu              | Ma              | Me              | Gi              | Ve              | Sa              | Do              | Lu              | Ma              |                 |
| Aprile          | Me              | Gi              | Ve              | Sa              | Do              | Lu              | Ma              | Me              | Gi              | Ve              | Sa              | Do              | Lu              | Ma              | Me              | Gi              | Ve              | Sa              | Do              | Lu              | Ma              | Me              | Gi              | Ve              | Sa              | Do              | Lu              | Ma              | Me              | Gi              |                 |                 |
| Maggio          | Ve              | Sa              | Do              | Lu              | Ma              | Me              | Gi              | Ve              | Sa              | Do              | Lu              | Ma              | Me              | Gi              | Ve              | Sa              | Do              | Lu              | Ma              | Me              | Gi              | Ve              | Sa              | Do              | Lu              | Ma              | Me              | Gi              | Ve              | Sa              | Do              |                 |
| Giugno          | Lu              | Ma              | Me              | Gi              | Ve              | Sa              | Do              | Lu              | Ma              | Me              | Gi              | Ve              | Sa              | Do              | Lu              | Ma              | Me              | Gi              | Ve              | Sa              | Do              | Lu              | Ma              | Me              | Gi              | Ve              | Sa              | Do              | Lu              | Ma              |                 |                 |
| Luglio          | Me              | Gi              | Ve              | Sa              | Do              | Lu              | Ma              | Me              | Gi              | Ve              | Sa              | Do              | Lu              | Ma              | Me              | Gi              | Ve              | Sa              | Do              | Lu              | Ma              | Me              | Gi              | Ve              | Sa              | Do              | Lu              | Ma              | Me              | Gi              | Ve              |                 |
| Agosto          | Sa              | Do              | Lu              | Ma              | Me              | Gi              | Ve              | Sa              | Do              | Lu              | Ma              | Me              | Gi              | Ve              | Sa              | Do              | Lu              | Ma              | Me              | Gi              | Ve              | Sa              | Do              | Lu              | Ma              | Me              | Gi              | Ve              | Sa              | Do              | Lu              |                 |
| Settembre       | Ma              | Me              | Gi              | Ve              | Sa              | Do              | Lu              | Ma              | Me              | Gi              | Ve              | Sa              | Do              | Lu              | Ma              | Me              | Gi              | Ve              | Sa              | Do              | Lu              | Ma              | Me              | Gi              | Ve              | Sa              | Do              | Lu              | Ma              | Me              |                 |                 |
| Ottobre         | Gi              | Ve              | Sa              | Do              | Lu              | Ma              | Me              | Gi              | Ve              | Sa              | Do              | Lu              | Ma              | Me              | Gi              | Ve              | Sa              | Do              | Lu              | Ma              | Me              | Gi              | Ve              | Sa              | Do              | Lu              | Ma              | Me              | Gi              | Ve              | Sa              |                 |
| Novembre        | Do              | Lu              | Ma              | Me              | Gi              | Ve              | Sa              | Do              | Lu              | Ma              | Me              | Gi              | Ve              | Sa              | Do              | Lu              | Ma              | Me              | Gi              | Ve              | Sa              | Do              | Lu              | Ma              | Me              | Gi              | Ve              | Sa              | Do              | Lu              |                 |                 |
| Dicembre        | Ma              | Me              | Gi              | Ve              | Sa              | Do              | Lu              | Ma              | Me              | Gi              | Ve              | Sa              | Do              | Lu              | Ma              | Me              | Gi              | Ve              | Sa              | Do              | Lu              | Ma              | Me              | Gi              | Ve              | Sa              | Do              | Lu              | Ma              | Me              | Gi              |                 |